# Vodevil

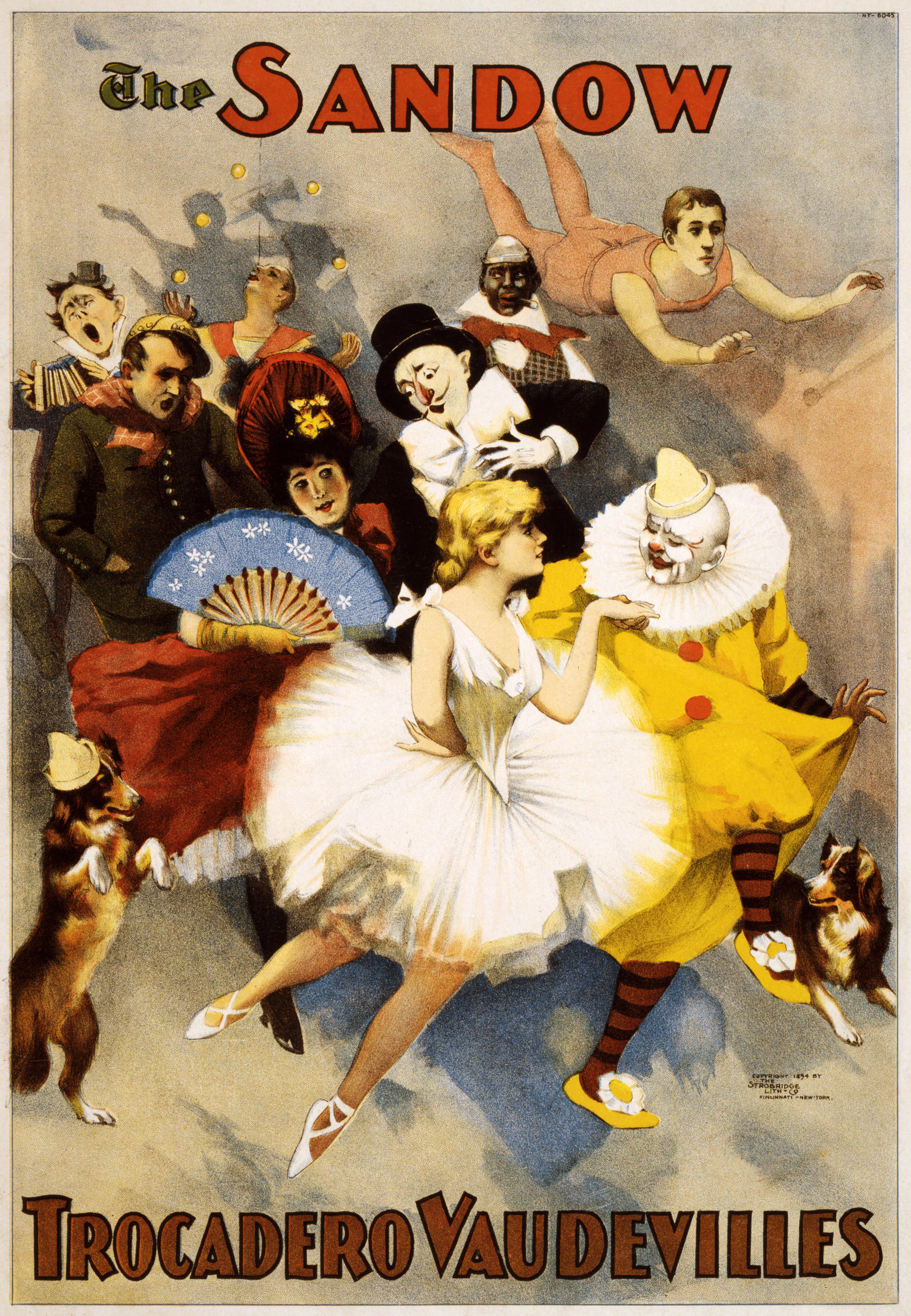
Poster promoțional pentru un spectacol de vodevil, 1894

Vodevil (din fr. vaudeville) e o comedie ușoară a cărei intrigă, bogată în răsturnări, se bazează în general pe quid pro quo-uri ("unul luat drept altul" = confuzie). O caracteristică a vodevilului este aceea că are întotdeauna un final fericit.
În 1835, spectatorii teatrului „Momulo” din București au fost martorii primului vodevil românesc, „Triumful Amorului”.
Adaptarea muzicală a spectacolului a aparținut celebrului compozitor Ioan Andrei Wachmann.